# Себасчан (округ)
Себа́счан (англ. Sebastian County) — округ в штате Арканзас, США, с населением в 115 092 человек по статистическим данным переписи 2000 года. В округе действуют два окружных центра: в городе Форт-Смит — северная часть округа и в городе Гринвуд — южная часть округа.
Округ был образован 6 января 1851 года, став 56-м по счёту округом Арканзаса и получив своё название в честь сенатора США от Арканзаса Уильяма Сибасчена.

## География
По данным Бюро переписи населения США округ Себасчан имеет общую площадь в 1414 квадратных километров, из которых 1388 кв. километров занимает земля и 26 кв. километров — вода. Площадь водных ресурсов округа составляет 1,79 % от всей его площади.

### Соседние округа
- Крофорд — север
- Франклин — восток
- Логан — юго-восток
- Скотт — юг
- Ле-Флор, штат Оклахома — юго-запад
- Секвойя, штат Оклахома — северо-запад

## Демография

Диаграмма распределения населения округа по возрастным диапазонам. Данные переписи населения 2000 года

По данным переписи населения 2000 года в округе проживало 115 092 человек, 30 713 семей, насчитывалось 45 300 домашних хозяйств и 49 311 жилых домов. Средняя плотность населения составляла 83 человек на один квадратный километр. Расовый состав округа по данным переписи распределился следующим образом: 82,34 % белых, 6,16 % чёрных или афроамериканцев, 1,57 % коренных американцев, 3,51 % азиатов, 0,05 % выходцев с тихоокеанских островов, 2,67 % смешанных рас, 3,71 % — других народностей. Испано- и латиноамериканцы составили 6,70 % от всех жителей округа.
Из 45 300 домашних хозяйств в 32,80 % — воспитывали детей в возрасте до 18 лет, 52,40 % представляли собой совместно проживающие супружеские пары, в 11,30 % семей женщины проживали без мужей, 32,20 % не имели семей. 27,50 % от общего числа семей на момент переписи жили самостоятельно, при этом 10,00 % составили одинокие пожилые люди в возрасте 65 лет и старше. Средний размер домашнего хозяйства составил 2,49 человек, а средний размер семьи — 3,04 человек.
Население округа по возрастному диапазону по данным переписи 2000 года распределилось следующим образом: 26,00 % — жители младше 18 лет, 9,20 % — между 18 и 24 годами, 29,50 % — от 25 до 44 лет, 22,30 % — от 45 до 64 лет и 13,00 % — в возрасте 65 лет и старше. Средний возраст жителей округа составил 36 лет. На каждые 100 женщин в округе приходилось 95,30 мужчин, при этом на каждых сто женщин 18 лет и старше приходилось 92,10 мужчин также старше 18 лет.
Средний доход на одно домашнее хозяйство в округе составил 33 889 долларов США, а средний доход на одну семью в округе — 41 303 долларов. При этом мужчины имели средний доход в 30 056 долларов США в год против 22 191 долларов США среднегодового дохода у женщин. Доход на душу населения в округе составил 18 424 долларов США в год. 10,40 % от всего числа семей в округе и 13,60 % от всей численности населения находилось на момент переписи населения за чертой бедности, при этом 18,60 % из них были моложе 18 лет и 10,00 % — в возрасте 65 лет и старше.

## Главные автодороги
- I-540
- US 64
- US 71
- US 271
- AR 10
- AR 22
- AR 45
- AR 59
- AR 96

## Населённые пункты
- Барлинг
- Бонанса
- Сентрал-Сити
- Форт-Смит
- Гринвуд
- Хакетт
- Хартфорд
- Хантингтон
- Лавака
- Мансфилд
- Мидленд